# Racecourse Ground
 (avril 2025).
Le Racecourse Ground est un stade situé à Wrexham dans le nord du Pays de Galles.
Il s'agit du stade international de football le plus vieux du monde. En effet, il a accueilli en 1877 la rencontre pays de Galles 0-2 Écosse. Ce titre est reconnu par le Guinness Book des Records.

## Les Tribunes

### Tribune STōK Cold Brew Coffee
Tribune entièrement assise et couverte Situé derrière le but. ce stand peut accueillir 3000 spectateurs et offre aux supporters une excellente vue sur le cœur de l’action sur le terrain.
Les installations du hall, y compris le bar de Jonesy, ont été rénovées pour le début de la saison 2021/22 et une nouvelle zone d’observation accessible en fauteuil roulant a ouvert au niveau du terrain. Le bureau du Community Trust de Wrexham AFC est situé dans la tribune.

### Tribune Wrexham Lager
La tribune principal est une installation entièrement couverte. Les deux niveaux qui composent la tribune offrent une capacité de 4200 places.
Il y a aussi des installations d’accueil sous la tribune sous la forme de la salle du conseil, du salon exécutif, de la suite de Bamford et du club centenaire. Les sièges comprennent la cabine du réalisateur, ainsi que des installations pour la presse destinées aux médias écrits et aux radiodiffuseurs.
Les supporters visiteurs sont situés à l’extrémité de la tribune côté de l’université.

### Tribune Macron
La Tribune Macron dispose d’une plateforme de visionnage accessible aux fauteuils roulants, ainsi que de notre zone de calme adaptée à l’autisme (Bloc PG1), qui comprend notre salle sensorielle située à proximité sous la tribune.

À côté des installations d’accueil susmentionnées, il y a aussi la suite 1864 rénovée et les installations du hall vendant des boissons chaudes et froides, de l’alcool et de la nourriture. La tribune Macron abrite également le portique de télévision et les installations de commentaires.

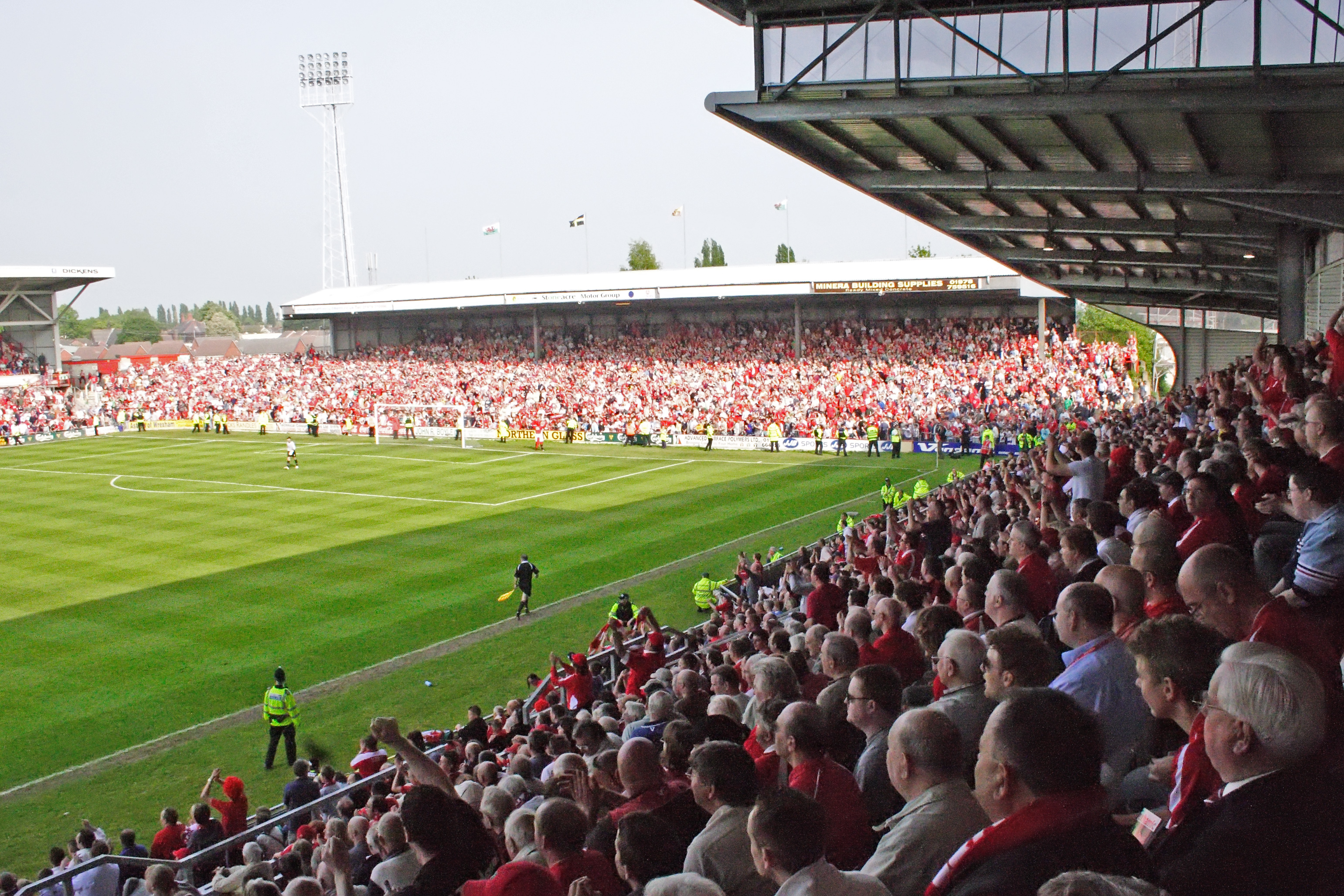
Le Racecourse Ground durant un match de football